# Roan
Roan é uma comuna da Noruega, com 303 km² de área e 1.073 habitantes (censo de 2004).         